# Distretto di Cabana (Ayacucho)
Il distretto di Cabana è uno dei ventuno distretti della provincia di Lucanas, in Perù. Si trova nella regione di Ayacucho e si estende su una superficie di 402,62 chilometri quadrati.

Ha per capitale la città di Cabana e nel censimento del 2005 contava 3.622 abitanti.